# Heliconius weymeri
Heliconius weymeri är en fjärilsart som beskrevs av Otto Staudinger 1896. Heliconius weymeri ingår i släktet Heliconius och familjen praktfjärilar. Inga underarter finns listade i Catalogue of Life.